# Hornbeck
Hornbeck és una població dels Estats Units a l'estat de Louisiana. Segons el cens del 2000 tenia 435 habitants.

## Demografia
Segons el cens del 2000, Hornbeck tenia 435 habitants, 181 habitatges, i 121 famílies. La densitat de població era de 143,6 habitants/km².
Dels 181 habitatges en un 28,7% hi vivien nens de menys de 18 anys, en un 54,7% hi vivien parelles casades, en un 10,5% dones solteres, i en un 32,6% no eren unitats familiars. En el 31,5% dels habitatges hi vivien persones soles el 15,5% de les quals corresponia a persones de 65 anys o més que vivien soles. El nombre mitjà de persones vivint en cada habitatge era de 2,4 i el nombre mitjà de persones que vivien en cada família era de 3,03.
Per edats la població es repartia de la següent manera: un 25,1% tenia menys de 18 anys, un 10,6% entre 18 i 24, un 27,4% entre 25 i 44, un 21,6% de 45 a 60 i un 15,4% 65 anys o més.
L'edat mediana era de 36 anys. Per cada 100 dones de 18 o més anys hi havia 82,1 homes.
La renda mediana per habitatge era de 25.446 $ i la renda mediana per família de 33.036 $. Els homes tenien una renda mediana de 27.750 $ mentre que les dones 17.000 $. La renda per capita de la població era d'11.237 $. Entorn del 13,2% de les famílies i el 14,3% de la població estaven per davall del llindar de pobresa.

## Poblacions més properes
El següent diagrama mostra les poblacions més properes.